# 希臘和丹麥的狄奧多拉公主 (1906年—1969年)
希臘的狄奧多拉（希臘文：Θεοδώρα，1906年5月30日—1969年10月16日），希臘王國王室格呂克斯堡王朝成員，希臘國王喬治一世的孫女，英國菲利普親王的二姐，她出生於塔托伊宮。1931年嫁給巴登的貝托爾德，德意志帝國最後一任宰相馬克西米連·馮·巴登之子。
狄奧多拉有三個小孩。
- 馬克西米利安（1933—2022）
- 路德維希（1937—）
- 瑪格麗塔（英语：Princess Margarita of Baden）（1932—2013）